# Alëna Dubickaja
Alëna Viktaraŭna Dubickaja, nata Hryško (in bielorusso Алёна Віктараўна Грышко-Дубіцкая?; Bastuny, 25 gennaio 1990), è una pesista bielorussa.

## Palmarès
| Anno | Manifestazione    | Sede           | Evento         | Risultato | Prestazione | Note                                     |
| ---- | ----------------- | -------------- | -------------- | --------- | ----------- | ---------------------------------------- |
| 2007 | Mondiali allievi  | Ostrava        | Getto del peso | Oro       | 15,91 m     |                                          |
| 2008 | Mondiali juniores | Bydgoszcz      | Getto del peso | 4ª        | 16,55 m     |                                          |
| 2009 | Europei juniores  | Novi Sad       | Getto del peso | Oro       | 17,59 m     |                                          |
| 2013 | Universiadi       | Kazan'         | Getto del peso | 5ª        | 17,88 m     | Miglior prestazione personale stagionale |
| 2013 | Mondiali          | Mosca          | Getto del peso | 27ª (q)   | 16,53 m     |                                          |
| 2014 | Europei           | Zurigo         | Getto del peso | 7ª        | 17,95 m     |                                          |
| 2015 | Mondiali          | Pechino        | Getto del peso | 6ª        | 18,52 m     |                                          |
| 2016 | Mondiali indoor   | Portland       | Getto del peso | 9ª        | 17,45 m     |                                          |
| 2016 | Europei           | Amsterdam      | Getto del peso | 6ª        | 18,03 m     |                                          |
| 2016 | Giochi olimpici   | Rio de Janeiro | Getto del peso | 8ª        | 18,23 m     |                                          |
| 2017 | Europei indoor    | Belgrado       | Getto del peso | 7ª        | 17,85 m     |                                          |
| 2017 | Mondiali          | Londra         | Getto del peso | 14ª (q)   | 17,68 m     |                                          |
| 2018 | Mondiali indoor   | Birmingham     | Getto del peso | 6ª        | 18,21 m     | Miglior prestazione personale stagionale |
| 2018 | Europei           | Berlino        | Getto del peso | Bronzo    | 18,81 m     |                                          |
| 2019 | Europei indoor    | Glasgow        | Getto del peso | 4ª        | 18,71 m     |                                          |
| 2019 | Mondiali          | Doha           | Getto del peso | 6ª        | 18,86 m     |                                          |
| 2021 | Europei indoor    | Toruń          | Getto del peso | 4ª        | 18,86 m     | Miglior prestazione personale stagionale |
| 2021 | Giochi olimpici   | Tokyo          | Getto del peso | 9ª        | 18,73 m     |                                          |

## Altre competizioni internazionali
2015
- Bronzo agli Europei a squadre ( Čeboksary), getto del peso - 18,38 m

2021
- Argento in Coppa Europa di lanci ( Spalato), getto del peso - 18,79 m